# 三井野原
三井野原（みいのはら）は、島根県奥出雲町にある高原。

## 地理
島根県と広島県との県境に接し、東に鳥取県の県境もある。過去広島県に属し1953年に境界変更によって島根県に編入した地区になる。地区としては〒699-1811島根県仁多郡奥出雲町大字八川字三井野。高原としてはそれに加えて広島県庄原市西城町油木に及ぶ。
中国山地、道後山・三国山・比婆山・吾妻山など山々が作る脊梁の中にある、標高730mほどの広い谷にあたる。高原面の面積は約3km2 。全域が比婆道後帝釈国定公園に指定されている。
県境を超えて南側に江の川水系西城川が流れ、その他の東西北の周囲が斐伊川水系室原川流域にあたり、三井野原にはその2つの分水界がある。高原面からみて室原川流域側はほぼ断崖である。高原面の標高は中国脊梁山地から300mから400m低く、室原川河床から150mから200m高い位置になる。こうした特徴的な地形は、数10万年前から数100万年前に西城川が流域を形成した後、その上流域を室原川が河川争奪したことで形成された。

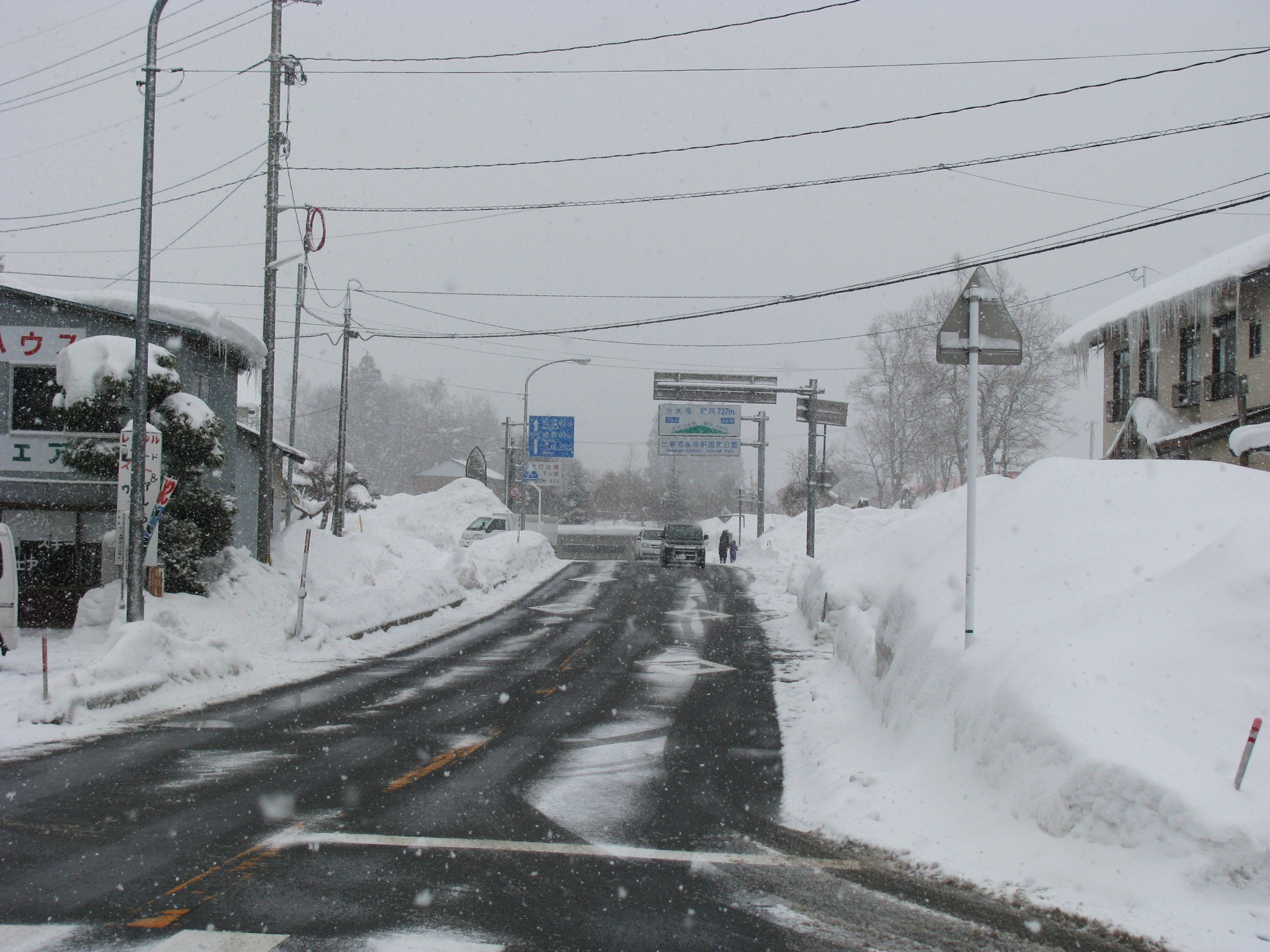
国道314号分水嶺付近。急激に下る向こう側へ進むとループ橋に入る。

こうした地形を利用して農業用ダムである坂根ダムが三井野原の西側に造られている。またこの地にはJR木次線/国道314号と陰陽連絡路線が通るが、こうした地形を克服するため三井野原の北側でJRがスイッチバック、三井野原の東側で国道が奥出雲おろちループという日本最大規模の2重ループ橋、という方法が取られている。ループ橋が東側の鉄道と近接することになったのは、同時期にダム計画が進められていたことも理由の一つである。
高原面の地質は基岩が白亜紀の石英安山岩質火砕岩、中央つまり国道/JRが通る付近が段丘堆積物。わずかではあるが周辺に備北層群の（海成）泥岩も存在する。
気候は山間部特有のもので、島根県内でも屈指の豪雪寒冷地になる。

## 沿革

### 由来
三井野原駅の北側、旧道沿に稚児ケ池神社がある。その由緒によると、三井野の地名は「御生」「御井」に由来するという。
この地の南西には『古事記』において伊邪那美が葬られたとされる比婆山があり、この地方ではそれを中心とした神話伝承『比婆山神話』が残っている。『古事記』に伊邪那岐命が黄泉から帰ってきて穢れを落とすため禊を行い最後に三貴子（天照大神・月読命・須佐之男命）が生まれたとあるが、神社の由緒によるとその時にこの地にあった泉のそばに産屋が作られそこで三貴子が生まれ泉の水を産湯に用いたためその泉を御井と称したという。御井（のちの稚児ケ池）は四方1町（約109m☓109m）の大きさで、伯耆大山や宍道湖と底が繋がり大蛇がそれらを通っていたという。
のちに地名を「三井」と改めたがその時期は不明。例えば江戸後期広島藩が編纂した『芸藩通志』には西城川の源流として御井野山の名が出てくる。
一方、古代に成立した『出雲国風土記』には室原川・室原山の記載がある。室原川は現在も名が残り、室原山とは現在の三国山にあたる。この「室原」とは周囲を山々に囲まれた原を意味する。

### 往還と稚児ケ池
稚児ケ池神社の由緒によると、稚児ケ池は四方5尺・深さ3から4尺（約1.5m☓約1.5m☓約0.9～1.2m）の大きさでありどんな旱魃でも渇れることはなかったという。こうしたことから「水の神」として信仰を集め、雨乞い祈願に近郷のみならず瀬戸内海沿岸からも訪れていた。
中国脊梁山地を超えて山陽と山陰を結ぶ往還が、中世にはこの地に存在していた。島根県側では「湯町八川往還」と呼称している。出雲国にあった寄進地系荘園の横田庄の代官はこの道を通って着任したと考えられている。稚児ケ池神社の由緒によると、往還のそばにあった稚児ケ池は水量豊富で通行する人馬の喉を潤したが、その周辺の地盤が軟弱であったため、水を求める者が近寄るとぬかるみに足元を取られ溺死した者もあったという。

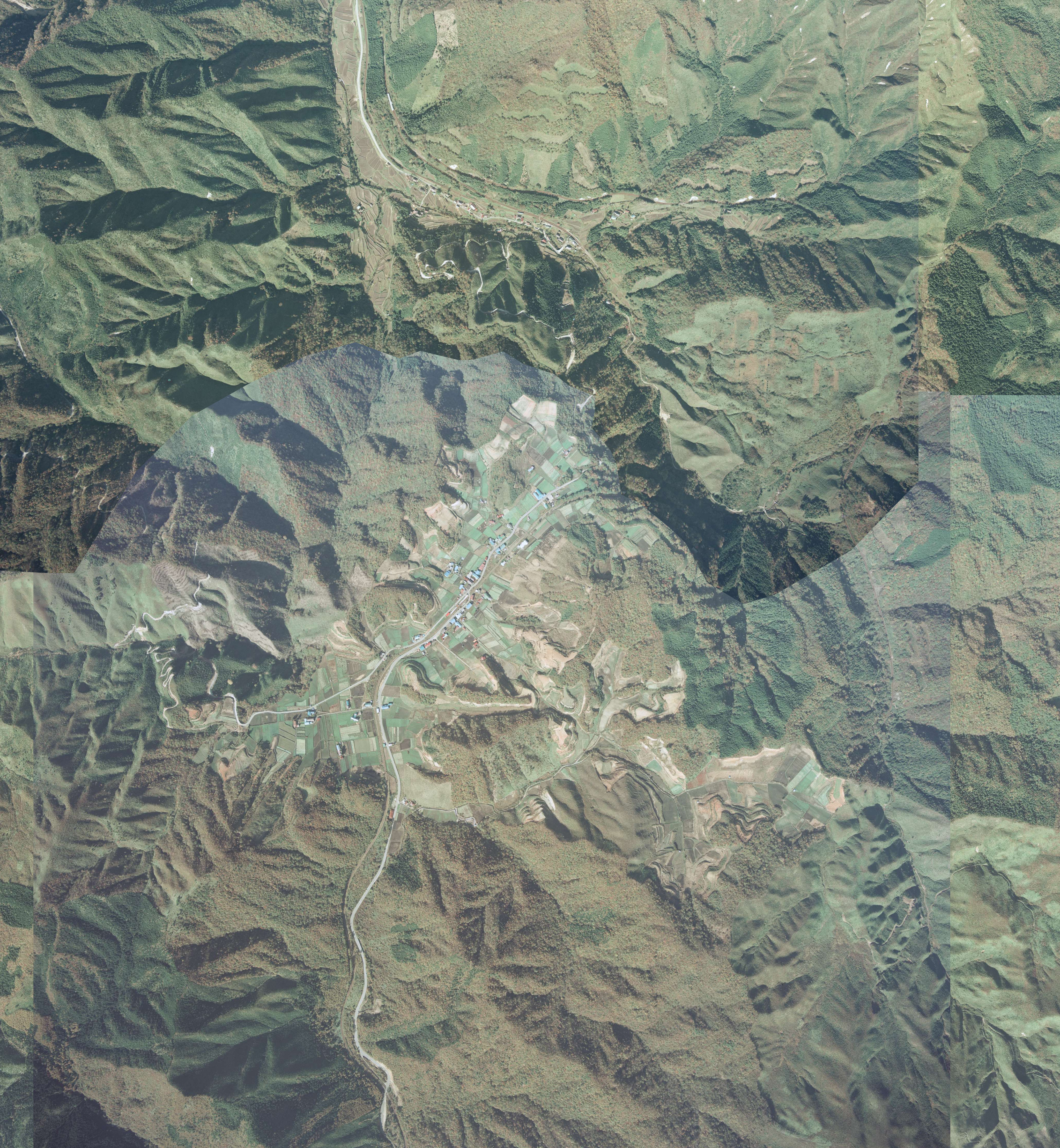
1976年。

中国山地では古くからたたら製鉄が盛んだったところである。ここでもたたら場跡が存在し、奥出雲御三家の一つ絲原家が明治30年代末時点で18戸74人からなる鍛冶場（たたら製鉄での精錬所）を置いていたという。
大正時代に編纂された『比婆郡制誌』には「横田帝釈線」「横田西城線」が記載されており、横田西城線は大正10年（1921年）に広島県道に認定されている。

### 現代
昭和12年（1938年）木次線が全線開通するが、この時点では三井野原に駅は作られていない。
島根県との関わりは、昭和19年（1944年）10月に農業報国会島根県支部直営農場がこの地に置かれ、馬鈴薯種子の採取保護地として島根県農兵隊200人が開拓したのが始まりになる。これが戦後開拓事業となり入植者を募っていったという。こういった経緯から食糧配給は島根県から受けることとなったが、行政上は広島県八鉾村に属していたことから手続きは八鉾村役場と対応が分かれることとなった。
スキー場に隣接する形で昭和24年（1949年）三井野原仮乗降場、現在の三井野原駅が開業した。昭和26年（1951年）高松宮宣仁親王がスキー場に来訪している。これによって三井野原スキー場の名が知られるようになった。
三井野原の開拓された土地はほとんどが絲原家の所有地であり、八川村役場までは9km、歩いて往復半日程度であったが、八鉾村役場までは16km、汽車を利用しても1泊2日かかることなどから島根県八川村への編入を希望。結果、昭和28年（1953年）、同じく編入問題を抱えていた県西部の波佐村（現在の浜田市）の一部（滝平の一部）との交換の形で広島県から島根県に編入された。

## 産業
夏は高原野菜の栽培、冬はスキー場になる。

### 高原野菜
島根県内での高冷地野菜栽培の先端地で夏キャベツ・大根など生産し、主に広島・島根市場へ出荷している。島根県が栽培促進しているトルコギキョウの生産地でもある。また生産農家は農閑期になるとスキー場に勤務しているものもいる。

### 三井野原スキー場
JR三井野原駅から徒歩5分、国道314号のすぐ前にあるスキー場。奥出雲町営ゲレンデと、個人旅館・民宿が経営するゲレンデの集合体になる。ゲレンデは見通しの良い緩斜面で初級者から中級者向け。チケット料金は安く、駐車場代無料。ただし町営のセンターハウスにあたる施設はなく、各民宿がそれを担っている。
初心者向け・子連れファミリー向けで、ローカル線の旅を楽しみ、昔ながらの旅館でゆっくりしながら楽しむスキー場として紹介されている。
- コース（町営）
  - 奥の谷ゲレンデ - 北のおろちループ側[25]
  - アシハラゲレンデ - 南の広島側[25]
- 駐車場500台分[26]

奥出雲町が旧横田町から引き継いだ町営のリフト2基（500mペアリフト1基、 650mペアリフト1基）と地元の民宿2軒が運営する簡易リフト3基があったが、2020年-2021年シーズン限りで町営リフト2基が廃止された。

## 交通
鉄道
- JR木次線
  - 三井野原駅

道路
- 国道314号
- 三井野原から西の吾妻山へ向かうハイキングコースがある[2]。

1975年から三井野原駅 - 広島駅 - 小郡駅 間でスキー列車「三井野原銀嶺号」が運転されていたが現在は運営されていない。1998年から2023年まではトロッコ列車「奥出雲おろち号」が運転されていた。
島根は出雲神話の舞台でありそれにちなむ名がつけられている。たとえば奥出雲おろち号や奥出雲おろちループはヤマタノオロチにちなむものであり、三井野原駅には高天原の愛称が付けられている。なおこれはあくまで駅の愛称であり、全国に高天原が存在するがこの地ではなく近くでは岡山の蒜山高原と言われている。

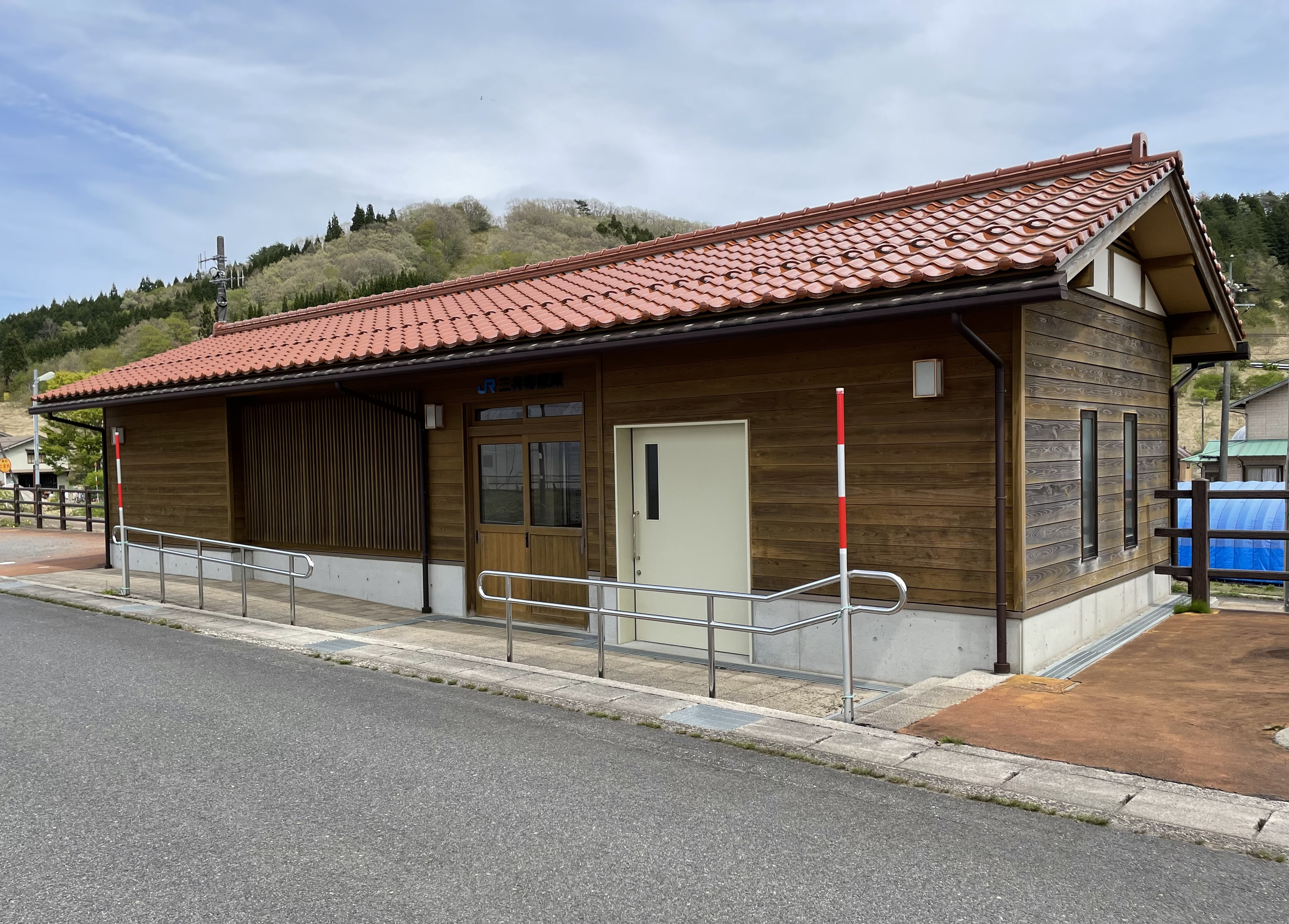
三井野原駅
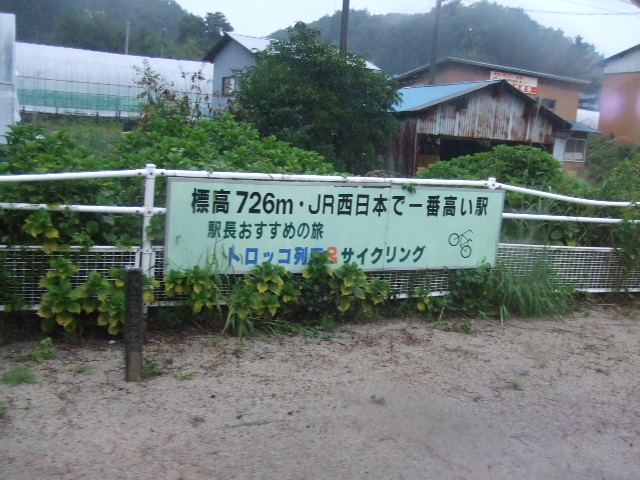
三井野原駅にあるJR西日本で一番高い駅の横断幕
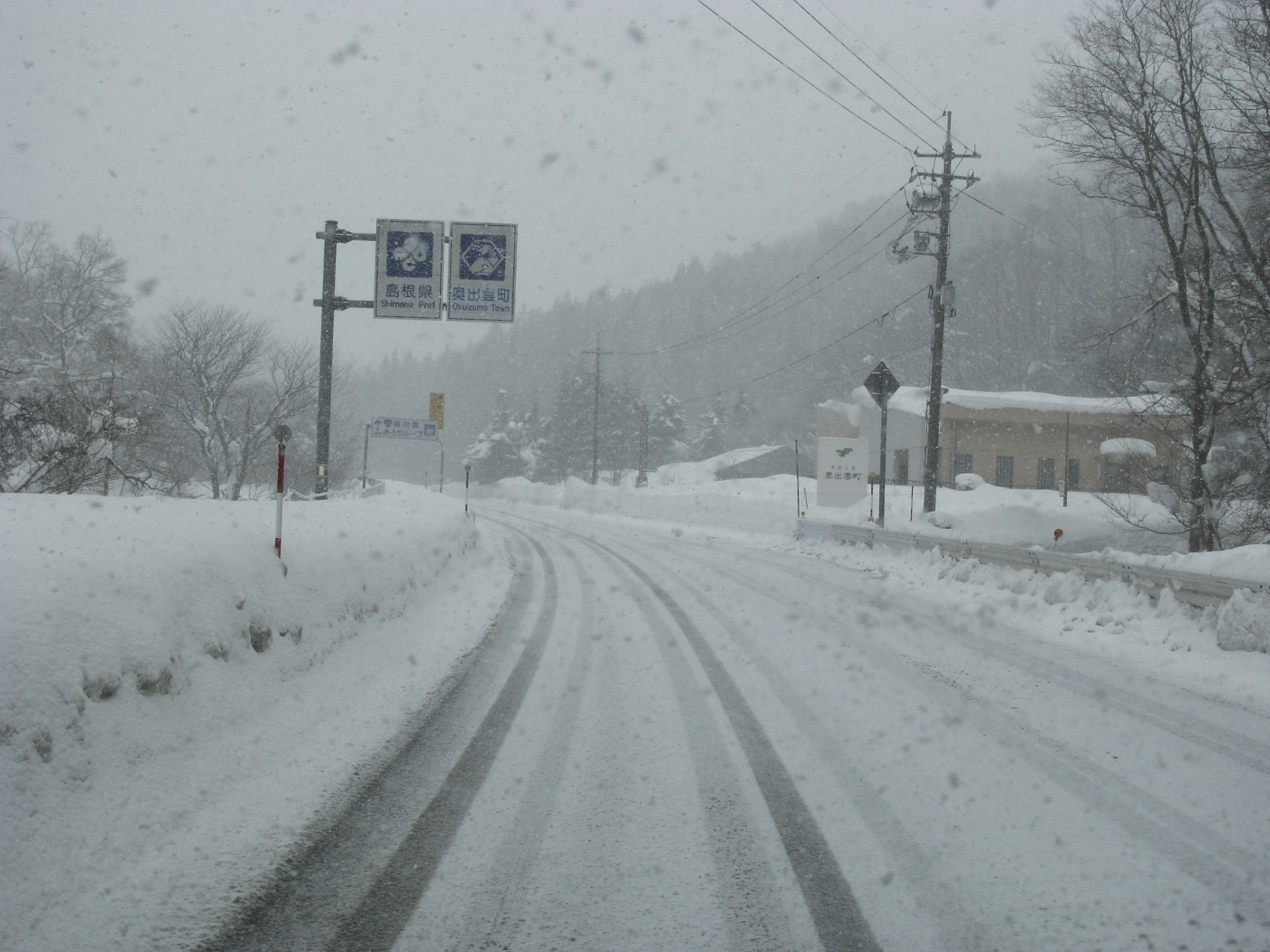
国道314号の県境
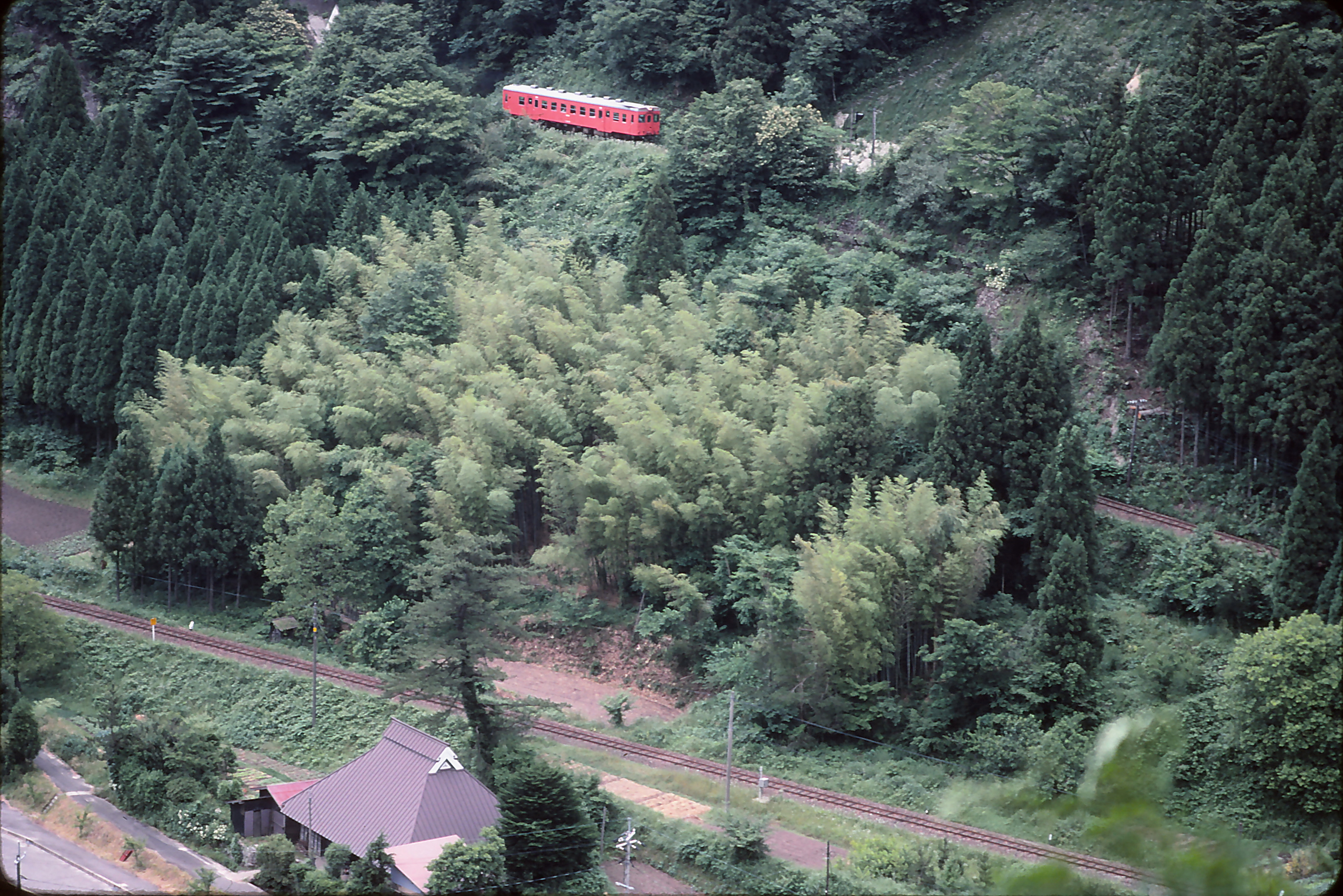
出雲坂根駅のスイッチバック
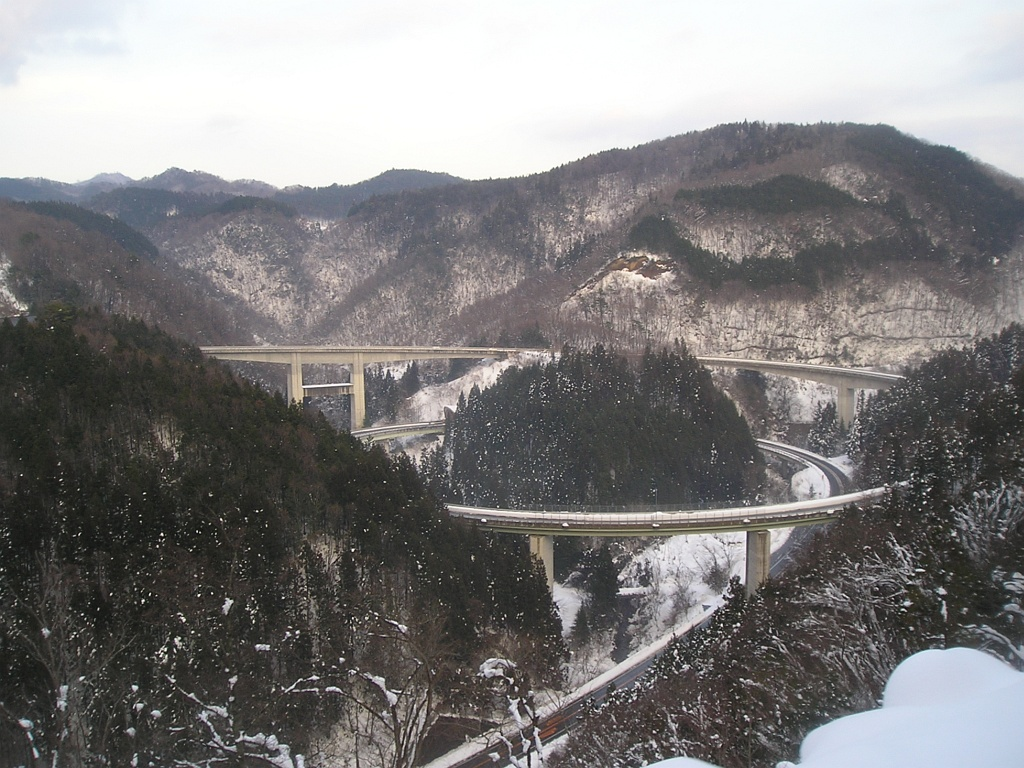
木次線から見た奥出雲おろちループ

## 参考資料
- “5万分の1都道府県土地分類基本調査（頓原・多里）” (PDF).   国土地理院（島根県） (1982年). 2019年2月1日閲覧。
- 菅原信二; 真山悟 (1991). “高低差170mを二重ループで克服--国道314号・坂根道路--” (PDF). コンクリート工学 (日本コンクリート工業会) 29 (6) 2019年2月1日閲覧。.
- “三井野原の分水界” (PDF).   島根大学大学院総合理工学研究科地球資源環境学領域. 2019年2月1日閲覧。